# Sugklocka

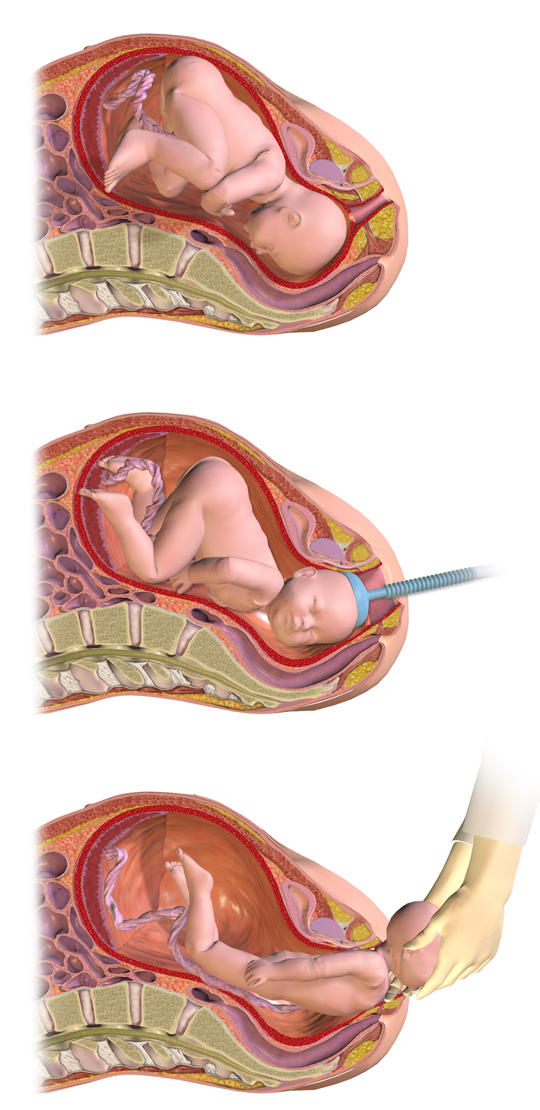
Förlossning med sugklocka.

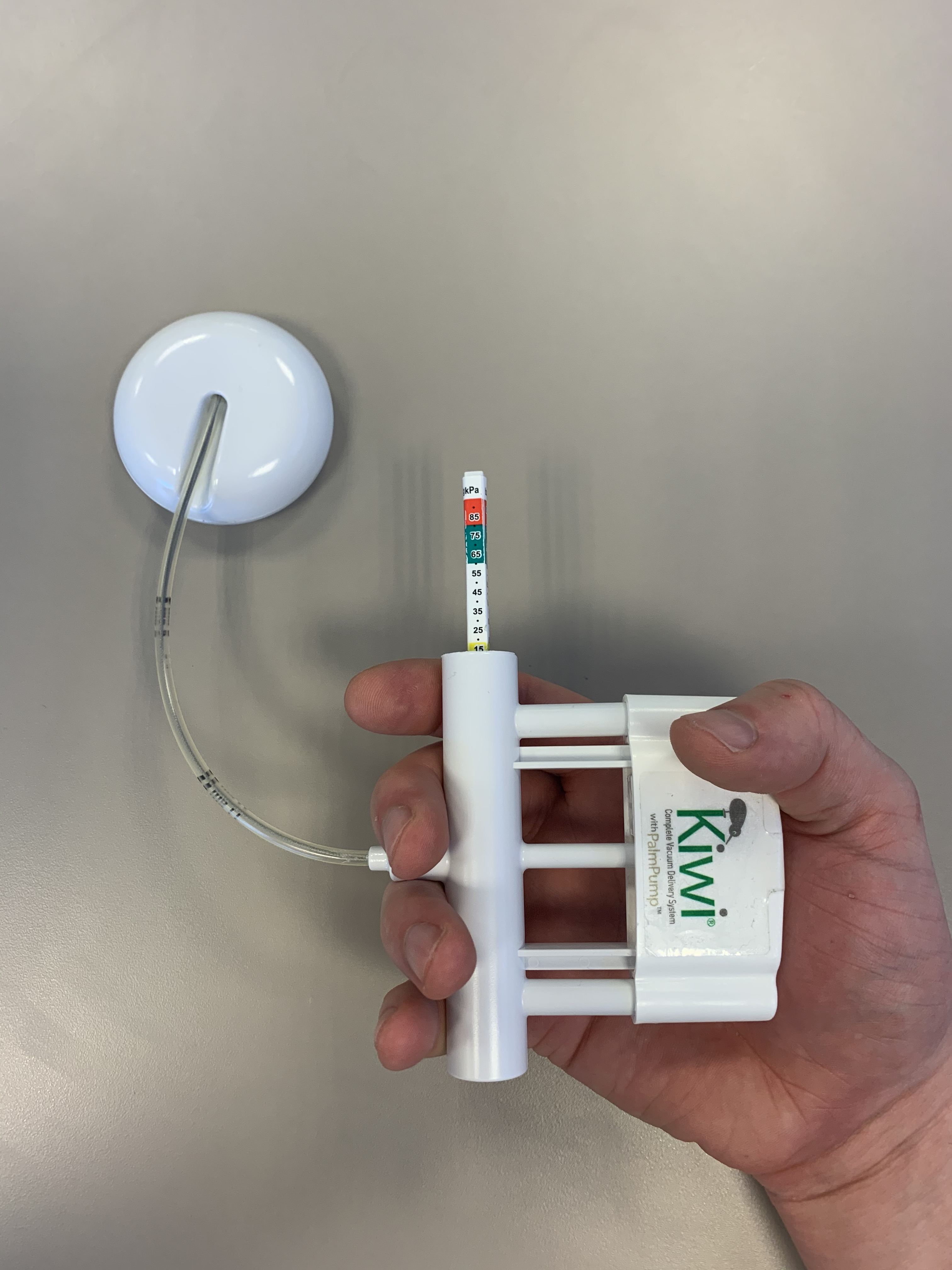
Kiwi-sugklocka.

Sugklocka är en metod av instrumentell förlossning som används för att behandla förlängt utdrivningsskede och minimera kända risker för barn och mor vid vaginal förlossning. I samband med utdrivningsskedet fästs en kopp av metall, plast eller gummi kopplad till en sug på barnets huvud. Ett handtag fäst på koppen möjliggör extra dragkraft som utövas av läkare synkront med moderns värkar. På detta sätt kan kraften i varje värk förstärkas och tiden till förlossning förkortas. Med hjälp av kraftförstärkningen utifrån kan även moderns egna värkar och egen kraftutövning minimeras om det finns medicinskt behov av detta (till exempel hjärtfel, aneurysm och glaukom kan innebära ökad risk för komplikationer vid kraftigt krystande vid förlossning).

## Historia
Första versionen av sugklocka från 1849 av professor James Young Simpson påminner om dagens version men blev aldrig särskilt populär. Inte förrän den svenske professorn Tage Malmström designade sin sugklocka i metall på 1950-talet fick metoden genomslag och visade sig verksam.

## Risker och komplikationer
Sugklockan kan vara ett alternativ till kejsarsnitt och tångförlossning och anses som säker när den utförs på rätt indikationer av välutbildad personal. Till sin fördel medför sugklockan vanligen inget behov av bedövning (men lokalbedövning kan tillämpas), mindre trauma för modern jämfört med kejsarsnitt och många mödrar känner större delaktighet vid sugklocksförlossning än vid kejsarsnitt. Dock kan sugklockan medföra vissa risker. Intrakraniell blödning, kefalhematom och subgaleal blödning är de mest allvarliga komplikationerna associerade med sugklockan. Dessa är dock sällsynta och uppskattas förekomma hos endast 0,1–3 fall av 1000. Vanligare är den temporära svullnaden sugklockans kopp lämnar efter sig på barnets huvud som vanligen försvinner inom 2 timmar till 2 veckor. Större vaginala bristningar är associerade med sugklockan. Vaginal bristning av tredje och fjärde graden (påverkan på sfinktermuskeln respektive sfinktermuskel och analslemhinnan) förekommer vid 5–30 % av alla sugklockeförlossningar.

## Teknik
För att lyckas med sugklockan och undvika komplikationer är korrekt teknik av stor betydelse. Vanligtvis ligger modern på rygg med benen stöttade i 90 graders vinkel. Koppen av sugklockan placeras omkring 3 cm framför den bakre fontanellen och dragkraft appliceras synkront med värkarbete. Dragkraften riktas i linje med förlossningskanalen och mottryck appliceras på mellangården för att minimera risken för större bristning. 